# Lijst van Belgische ministers van Ravitaillering en Wederopbouw
Dit is een lijst van Belgische ministers van Ravitaillering en Wederopbouw.

## Lijst
| Minister | Minister                                    | Partij | Partij                             | Begin             | Einde             | Regering(en)                     | Bevoegdheid |
| -------- | ------------------------------------------- | ------ | ---------------------------------- | ----------------- | ----------------- | -------------------------------- | --- |
|          | Emile Vandervelde (1866-1938)               |        | BWP                                | 4 augustus 1917   | 21 november 1918  | De Broqueville II, Cooreman      | Intendantie (tot 1 januari 1918) Burgerlijke en Militaire Intendantie (vanaf 1 januari 1918)                           |
|          | Charles de Broqueville (1860-1940)          |        | Katholieke Partij                  | 1 januari 1918    | 31 mei 1918       | De Broqueville II                | Nationale Herinrichting                                                                                                |
|          | Joseph Wauters (1875-1929)                  |        | BWP                                | 21 november 1918  | 24 oktober 1921   | Delacroix I, II, Carton de Wiart | Bevoorrading |
|          | Ernest Mahaim (1865-1938)                   |        | Liberale Partij                    | 24 oktober 1921   | 16 december 1921  | Carton de Wiart                  | Bevoorrading |
| vacant   |                                             |        |                                    |                   |                   |                                  | |
|          | Antoine Delfosse (1895-1980)                |        | Katholiek Blok                     | 3 september 1939  | 5 januari 1940    | Pierlot III                      | Ravitaillering |
|          | Arthur Wauters (1890-1960)                  |        | BWP                                | 3 september 1939  | 5 januari 1940    | Pierlot III                      | Nationale Inlichting                                                                                                   |
|          | Gustaaf Sap (1886-1940)                     |        | Katholiek Blok                     | 5 januari 1940    | 19 maart 1940     | Pierlot IV                       | Ravitaillering |
|          | August De Schryver (1898-1991)              |        | Katholiek Blok                     | 25 maart 1940     | 28 augustus 1940  | Pierlot IV                       | Ravitaillering |
| vacant   |                                             |        |                                    |                   |                   |                                  | |
|          | Gustave Joassart (1880-1953)                |        | extraparlementair                  | 4 maart 1942      | 16 juli 1943      | Pierlot V                        | Onder-Staatssecretaris voor de Hulp aan Vluchtelingen                                                                  |
| vacant   |                                             |        |                                    |                   |                   |                                  | |
|          | Raoul Richard (1885-1962)                   |        | extraparlementair                  | 3 september 1943  | 26 september 1944 | Pierlot V                        | Onder-Staatssecretaris voor Bevoorrading                                                                               |
|          | Joseph Bondas (1881-1957)                   |        | PSB (extraparlementair)            | 3 september 1943  | 26 september 1944 | Pierlot V                        | Onder-Staatssecretaris voor de Hulp aan Vluchtelingen                                                                  |
|          | Paul-Henri Spaak (1899-1972)                |        | PSB                                | 10 december 1943  | 26 september 1944 | Pierlot V                        | Bevoorrading |
|          | Léon Delsinne (1882-1971)                   |        | PSB (extraparlementair)            | 26 september 1944 | 12 februari 1945  | Pierlot VI en Pierlot VII        | Voedselvoorziening |
|          | Edgar Lalmand (1894-1965)                   |        | PCB (extraparlementair)            | 12 februari 1945  | 13 maart 1946     | Van Acker I en Van Acker II      | Ravitaillering |
|          | Edmond Ronse (1889-1960)                    |        | Katholiek Blok                     | 12 februari 1945  | 2 augustus 1945   | Van Acker I                      | Voorlichting |
|          | Henri Pauwels (1890-1946)                   |        | Katholiek Blok (extraparlementair) | 12 februari 1945  | 2 augustus 1945   | Van Acker I                      | Oorlogsgetroffenen |
|          | Adrien van den Branden de Reeth (1899-1980) |        | extraparlementair (UDB)            | 2 augustus 1945   | 13 maart 1946     | Van Acker II                     | Oorlogsgetroffenen |
|          | Jacques Basyn (1901-1982)                   |        | UDB (extraparlementair)            | 2 augustus 1945   | 13 maart 1946     | Van Acker II                     | Oorlogsschade |
|          | Georges Moens de Fernig (1899-1978)         |        | extraparlementair                  | 13 maart 1946     | 31 maart 1946     | Spaak II                         | Ravitaillering |
|          | Piet Vermeylen (1904-1991)                  |        | BSP                                | 13 maart 1946     | 31 maart 1946     | Spaak II                         | Oorlogsschade en Burgerlijke Oorlogsgetroffenen                                                                        |
|          | Edgar Lalmand (1894-1965)                   |        | PCB                                | 31 maart 1946     | 20 maart 1947     | Van Acker III en Huysmans        | Ravitaillering |
|          | Paul Kronacker (1897-1994)                  |        | Liberale Partij                    | 31 maart 1946     | 20 maart 1947     | Van Acker III en Huysmans        | Invoer |
|          | Jean Terfve (1907-1978)                     |        | PCB                                | 31 maart 1946     | 20 maart 1947     | Van Acker III en Huysmans        | Wederopbouw |
|          | Albert De Smaele (1901-1995)                |        | extraparlementair                  | 31 maart 1946     | 3 augustus 1946   | Van Acker III                    | 's Lands Wederuitrusting                                                                                               |
|          | Paul De Groote (1905-1997)                  |        | PSB (extraparlementair)            | 3 augustus 1946   | 27 november 1948  | Huysmans en Spaak III            | 's Lands Wederuitrusting (tot 20 maart 1947) Economische Coördinatie en 's Lands Wederuitrusting (vanaf 20 maart 1947) |
|          | Georges Moens de Fernig (1899-1978)         |        | extraparlementair                  | 20 maart 1947     | 27 november 1948  | Spaak III                        | Invoer en Ravitaillering                                                                                               |
|          | Robert De Man (1900-1978)                   |        | CVP                                | 20 maart 1947     | 11 augustus 1949  | Spaak III en Spaak IV            | Wederopbouw |
|          | Jean Rey (1902-1983)                        |        | Liberale Partij                    | 11 augustus 1949  | 8 juni 1950       | G. Eyskens I                     | Wederopbouw |
|          | André Dequae (1915-2006)                    |        | CVP                                | 8 juni 1950       | 16 augustus 1950  | Duvieusart                       | Wederopbouw |
|          | August De Boodt (1895-1986)                 |        | CVP                                | 16 augustus 1950  | 15 januari 1952   | Pholien                          | Wederopbouw |
|          | Albert Coppé (1911-1999)                    |        | CVP                                | 15 januari 1952   | 9 augustus 1952   | Van Houtte                       | Wederopbouw |
|          | André Dequae (1915-2006)                    |        | CVP                                | 9 augustus 1952   | 14 augustus 1952  | Van Houtte                       | Wederopbouw |
|          | Oscar Behogne (1900-1970)                   |        | PSC                                | 14 augustus 1952  | 23 april 1954     | Van Houtte                       | Wederopbouw |
|          | Adolphe Van Glabbeke (1904-1959)            |        | Liberale Partij                    | 23 april 1954     | 14 januari 1955   | Van Acker IV                     | Wederopbouw |
|          | Omer Vanaudenhove (1913-1994)               |        | Liberale Partij                    | 14 januari 1955   | 26 juni 1958      | Van Acker IV                     | Wederopbouw |
|          | Paul Meyers (1921-2011)                     |        | CVP                                | 26 juni 1958      | 6 november 1958   | G. Eyskens II                    | Wederopbouw |
|          | Omer Vanaudenhove (1913-1994)               |        | Liberale Partij                    | 6 november 1958   | 25 april 1961     | G. Eyskens III                   | Wederopbouw |
| vacant   |                                             |        |                                    |                   |                   |                                  | |
|          | Pierre Mainil (1925-2013)                   |        | PSC                                | 9 mei 1988        | 7 maart 1992      | Martens VIII en Martens IX       | Staatssecretaris voor de Oorlogsslachtoffers                                                                           |